# 橋本直樹 (映画監督)
橋本 直樹（はしもと なおき）は、日本の映画監督・映画プロデューサー・映像作家・演出家である。

## 概要
1991年映画、ドラマなどのテレビ番組、ミュージッククリップ、プロモーション、テレビスポット、ビデオ企業用VPなど幅広い企画、製作、配給などをする制作プロダクションである ウィルコを設立。プロデュース作品『トニー滝谷』は、数々の映画祭で上映され、第57回ロカルノ国際映画祭でコンペティション部門審査員特別賞・国際批評家連盟賞・ヤング審査委員賞を受賞する。
監督作品『臍帯』は、第23回東京国際映画祭の日本映画・ある視点部門にて上映後、数々の映画祭で上映され、第14回上海国際映画祭のAsian New Talent Award Film Competitionにて審査員特別賞を受賞する。

## 映画
- 源氏物語 あさきゆめみし Lived in a Dream (タイトル・プロデュース、2000) - ラインプロデューサー (監督：三枝健起)
- ダンボールハウスガール (シネカノン/Qムービー、2001) - プロデューサー (監督：松浦雅子)[6]
- リリイ・シュシュのすべて (ロックウェルアイズ、2001) - ライン・プロデューサー (監督：岩井俊二)[7]
- 玩具修理者 (Ｑムービー、2002) - プロデューサー (監督：はくぶん)[8]
- Jam Films2 「HOOPS MEN SOUL」(東芝エンタテインメント、2004) - ラインプロデューサー (監督：井上秀憲)[9]
- ジェニファ　涙石の恋 ( ウィルコ、2004) - 製作・ラインプロデューサー (監督：三枝健起)[10]
- トニー滝谷 (東京テアトル、2004) - 製作 (監督：市川準)[11]
- 晴れた家 (スローラーナー/ ウィルコ、2005) - 製作 (監督：村松正浩) ※トニー滝谷のメイキング[12]
- 亀は意外と速く泳ぐ ( ウィルコ、2005) - 製作 (監督：三木聡)[13]
- イン・ザ・プール (日本ヘラルド、2005) - 製作 (監督：三木聡)
- TWO LOVE 〜二つの愛の物語〜キャッチボール ( ウィルコ、2005) - 監督・脚本[14]
- TWO LOVE 〜二つの愛の物語〜君と歩いた道 ( ウィルコ、2005) - 監督・脚本[14]
- オリヲン座からの招待状 (東映、2007) - 製作 (監督：三枝健起)
- 群青 愛が沈んだ海の色 (20世紀フォックス、2009) - 製作・プロデューサー (監督：中川陽介) [15]
- 代行のススメ (モブキャスト、2009) - 製作 (監督：山口智)[16]
- タカラヅカレビューシネマ 第1弾 ソロモンの指輪 (宝塚歌劇) (東宝、2009) - 映像演出[17]
- タカラヅカレビューシネマ 第2弾 幻想歌舞劇　太王四神記 (宝塚歌劇) ver.II -新たなる王の旅立ち- (東宝、2010) - 映像演出)[18]
- ぱいかじ南海作戦 (キングレコード,ティ・ジョイ、2012) - 企画 （監督：細川徹）
- 臍帯(英題:Birthright)( ウィルコ、2012) - 監督・脚本・製作
- 東京に来たばかり (アークエンタテインメント、2013) - 製作 （監督：蒋欽民）
- 四十九日のレシピ (ギャガ、2014) - 製作 （監督：タナダユキ）
- 駅までの道をおしえて（2019年、キュー・テック） - 脚色・監督

## ドキュメンタリー
- 地球の街角・トルコ (NHK、1998) - 演出

## ドラマ
- ノースポイント フレンズ (北海道文化放送、2002) - 演出[19]
- ノースポイント ファームサイドソング (北海道文化放送、2003) - 演出[20]
- ヒカリサス海、ボクノ船 (DVD作品　GPミュージアムソフト（現オールインエンタテインメント）/ウィルコ、2008) - 演出[21]
- 婚内外(中国ドラマ) - 演出協力[22]

## VP
- NHK放送技術研究所公開ソフト「未来の進化型テレビ」(NHK、1998) - 演出

## ライブ映像
- 浜田省吾 「ON THE ROAD 2005-2007 "My First Love"」（SME Records、2008）　- 演出映像制作

## ミュージックビデオ
- globe「Love again」（avex globe、1998）- 演出
- CHAGE and ASKA「この愛のために」（東芝EMI、1999）- 演出
- 遠藤久美子 「遠藤久美子！」 （ポニーキャニオン、2000）
- 浜田省吾 「I am a father」（ソニーレコード、2005）　- 演出[23]
- 浜田省吾 「Thank you」（ソニーレコード、2005）- 演出[23]

## ラジオドラマ
- 恋愛映画（2011） - 演出

## 舞台映像
- 真田十勇士 （2014）- 映像演出